# Marathon van Houston 1994
De marathon van Houston 1994 (ook wel Houston-Tenneco) vond plaats op zondag 16 januari 1994. Het was de 22e editie van deze marathon.
Bij de mannen ging de overwinning naar de Engelsman Colin Moore in 2:13.34. Hij had negentien seconden voorsprong op Peter Fonseca uit Canada. Bij de vrouwen won de Russische Alevtina Naumova in 2:34.47. Zij finishte 22 seconden eerder dan de Oekraïense Tatyana Pozdniakova, die 2:35.09 liet noteren. Beide overwinnaars ontvingen $20.000 aan prijzengeld.
In totaal finishten er 3921 marathonlopers, waarvan 3102 mannen en 819 vrouwen.

## Uitslagen

### Mannen
| rang   | naam               | land | tijd    |
| ------ | ------------------ | ---- | ------- |
| Goud   | Colin Moore        | ENG  | 2:13.34 |
| Zilver | Peter Fonseca      | CAN  | 2:13.53 |
| Brons  | Stephen Brace      | WAL  | 2:14.43 |
| 4      | Juan Samuel Lopez  | MEX  | 2:14.48 |
| 5      | Sean Wade          | NZL  | 2:14.50 |
| 6      | John Tuttle        | USA  | 2:14.58 |
| 7      | Frank Bjørkli      | NOR  | 2:16.02 |
| 8      | Steffen Dittmann   | GER  | 2:16.38 |
| 9      | Ernesto Eberstadt  | MEX  | 2:16.48 |
| 10     | Robert Pierce      | USA  | 2:16.49 |
| 11     | Sam Ngatia         | KEN  | 2:18.20 |
| 12     | James Hage         | USA  | 2:18.21 |
| 13     | Salah Chrafia      | MAR  | 2:18.32 |
| 14     | Matt Clayton       | USA  | 2:19.26 |
| 15     | Khalid Zeroual     | MAR  | 2:19.37 |
| 16     | Jose Roman Ramirez | MEX  | 2:19.38 |
| 17     | Guillermo Yrizar   | MEX  | 2:20.04 |
| 18     | Yuriy Mikhailov    | RUS  | 2:20.34 |
| 19     | Cor Saelmans       | BEL  | 2:20.38 |
| 20     | Knut Hegvold       | NOR  | 2:21.04 |
| 21     | Darrell General    | USA  | 2:21.59 |

### Vrouwen
| rang   | naam                | land | tijd    |
| ------ | ------------------- | ---- | ------- |
| Goud   | Alevtina Naumova    | RUS  | 2:34.47 |
| Zilver | Tatyana Pozdniakova | UKR  | 2:35.09 |
| Brons  | Trina Painter       | USA  | 2:35.43 |
| 4      | Gitte Karlshøj      | DEN  | 2:35.53 |
| 5      | Elaine Vanblunk     | USA  | 2:36.14 |
| 6      | Karolin Szabo       | HUN  | 2:40.07 |
| 7      | Irina Bogacheva     | KGZ  | 2:41.01 |
| 8      | Jane Welzel         | USA  | 2:41.30 |
| 9      | Rosalva Bonilla     | MEX  | 2:41.56 |
| 10     | Emma Cabrera        | MEX  | 2:45.33 |
| 11     | Ulla Marquette      | CAN  | 2:46.46 |
| 12     | Irina Bondarchuk    | RUS  | 2:50.28 |
| 13     | Laura Stuart        | USA  | 2:50.57 |
| 14     | Stacey Ware         | USA  | 2:51.10 |
| 17     | Anna Usova          | UKR  | 2:53.54 |
| 19     | Jeannie Wokasch     | USA  | 2:56.13 |

1972 ·
1973 ·
1974  ·
1975 ·
1976 ·
1977 ·
1978 ·
1979 ·
1980 ·
1981 ·
1982 ·
1983 ·
1984 ·
1985 ·
1986 ·
1987 ·
1988 ·
1989 ·
1990 ·
1991 ·
1992 ·
1993 ·
1994 ·
1995 ·
1996 ·
1997 ·
1998 ·
1999 ·
2000 ·
2001 ·
2002 ·
2003 ·
2004 ·
2005 ·
2006 ·
2007 ·
2008 ·
2009 ·
2010 ·
2011 ·
2012 ·
2013 ·
2014 ·
2015 ·
2016 ·
2017